# 中妻村 (茨城県)
中妻村（なかつまむら）は茨城県東茨城郡にかつて存在した村である。

## 地理
- 旧内原町の北東部、現在の水戸市の西部に位置する。
- 村内には涸沼川の支流が流れている。
- 村域はほとんど台地になっている。

## 歴史
村名はかつて存在した中妻郷に由来する。

### 村域の変遷
- 1889年（明治22年）4月1日 - 町村制施行により、筑地村・赤尾関村・大足村・有賀村・牛伏村・黒磯村・田島村・三野輪村が合併し東茨城郡中妻村が発足。
- 1955年（昭和30年）2月11日 - 下中妻村・鯉淵村（鯉淵・五平の一部を除く）と合併し内原村が発足。同日中妻村廃止。
- 1965年（昭和40年）1月1日 - 内原村が町制施行し内原町になる。
- 2005年（平成17年）2月1日 - 内原町が水戸市に編入される。

変遷表
| 1868年 以前 | 1868年 以前 | 明治22年 4月1日 | 昭和30年 2月11日 | 昭和40年 1月1日 | 平成17年 2月1日 | 現在   |
| ----------- | ----------- | --------------- | ---------------- | --------------- | --------------- | ------ |
|             | 筑地村      | 中妻村          | 内原村           | 町制            | 水戸市 に編入   | 水戸市 |
|             | 赤尾関村    | 中妻村          | 内原村           | 町制            | 水戸市 に編入   | 水戸市 |
|             | 大足村      | 中妻村          | 内原村           | 町制            | 水戸市 に編入   | 水戸市 |
|             | 有賀村      | 中妻村          | 内原村           | 町制            | 水戸市 に編入   | 水戸市 |
|             | 牛伏村      | 中妻村          | 内原村           | 町制            | 水戸市 に編入   | 水戸市 |
|             | 黒磯村      | 中妻村          | 内原村           | 町制            | 水戸市 に編入   | 水戸市 |
|             | 田島村      | 中妻村          | 内原村           | 町制            | 水戸市 に編入   | 水戸市 |
|             | 三野輪村    | 中妻村          | 内原村           | 町制            | 水戸市 に編入   | 水戸市 |

## 大字
- 筑地（ついじ）
- 赤尾関（あかおせき）
- 大足（おおだら）
- 有賀（ありが）
- 牛伏（うしぶし）
- 黒磯（くろいそ）
- 田島（たじま）
- 三野輪（みのわ）

## 人口・世帯

### 人口
総数 [単位： 人]
| 1891年（明治24年） | 1,641 |
| 1920年（大正 9年） | 2,054 |
| 1935年（昭和10年） | 2,156 |
| 1950年（昭和25年） | 2,894 |

### 世帯
総数 [単位： 世帯]
| 1920年（大正 9年） | 412 |
| 1935年（昭和10年） | 387 |
| 1950年（昭和25年） | 510 |